# ألكسندرا هولدن
الكسندرا هولدن (بالإنجليزية: Alexandra Holden)‏ مواليد 30 أبريل 1977 في مينيسوتا، الولايات المتحدة، هي ممثلة أمريكية بدأت مسيرتها الفنية عام 1996.

## وصلات خارجية
- ألكسندرا هولدن على موقع IMDb (الإنجليزية)
- ألكسندرا هولدن على موقع ألو سيني (الفرنسية)
- ألكسندرا هولدن على موقع ميوزك برينز (الإنجليزية)
- ألكسندرا هولدن على موقع أول موفي (الإنجليزية)
- ألكسندرا هولدن على موقع قاعدة بيانات الأفلام السويدية (السويدية)
- ألكسندرا هولدن على موقع قاعدة بيانات الفيلم (الإنجليزية)
- ألكسندرا هولدن على موقع كينوبويسك (الروسية)